# Federazione calcistica della Svezia
La Federazione calcistica svedese o SvFF (in svedese Svenska Fotbollförbundet) è l'organismo ufficiale che governa il calcio in 
Svezia. Organizza il campionato e le competizioni calcistiche del paese e pone sotto la propria egida la nazionale di calcio svedese. Ha sede a Solna ed è un membro fondatore di FIFA e UEFA.